# Liuguanghe-Brücke (Nationalstraße 321)
Die Liuguanghe-Brücke (chinesisch 六广河大桥) führt die Nationalstraße 321 (G321) bei dem Ort Liu Guangzhen in der Provinz Guizhou, Volksrepublik China in einer Höhe von 297 m über den Yachi genannten mittleren Abschnitt des Wu Jiang, einen rechten Nebenfluss des Jangtsekiang. Sie war von 2001 bis 2003 die höchste Brücke der Welt, als sie von der Beipanjiang-Brücke (Guanxing Highway) abgelöst wurde. Sie ist immer noch die höchste Hohlkastenbrücke der Welt.
Die rund 550 m lange und 11 m breite Brücke hat zwei Fahrspuren und beidseitige Pannenstreifen, die von den Besuchern des Parkplatzes an ihrem südlichen Ende auch als Gehweg benutzt werden. Ihre beiden Zwillings-Pfeiler haben einen Abstand von 240 m voneinander und tragen einen einzelligen Spannbeton-Hohlkasten, dessen Bauhöhe von 13,4 m über den Pfeilern bis auf 4,1 m in der Mitte der Öffnung abnimmt.
Die Enge der Schlucht erlaubte, die Brücke im klassischen Freivorbau mit Vorbauwagen zu bauen, einer Bauweise, bei der keine Abspannungen oder Hilfsstützen notwendig werden.

## Weblinks

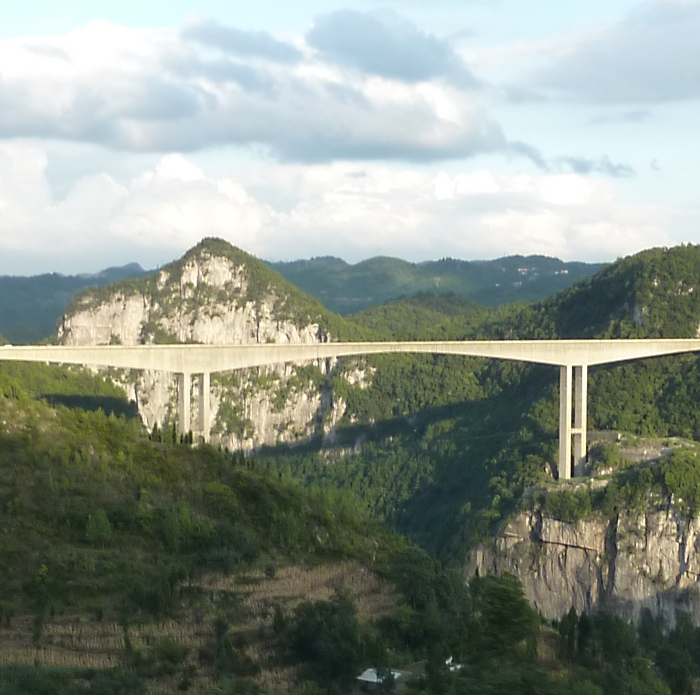